# Kostel svatého Martina (Solany)
Kostel svatého Martina v Solanech je sakrální stavbou, která pochází z počátku druhé poloviny 14. století. Z této doby se dochaval presbytář s křížovou a šestipaprskovou klenbou. Kostel byl přestavěn barokně a pseudogoticky. Kostel obklopuje bývalý hřbitov, ze kterého se zachovala pouze kamenná zeď. Je chráněn jako kulturní památka České republiky. V letním období kostel využívá k bohoslužbám husitská církev.

## Architektura

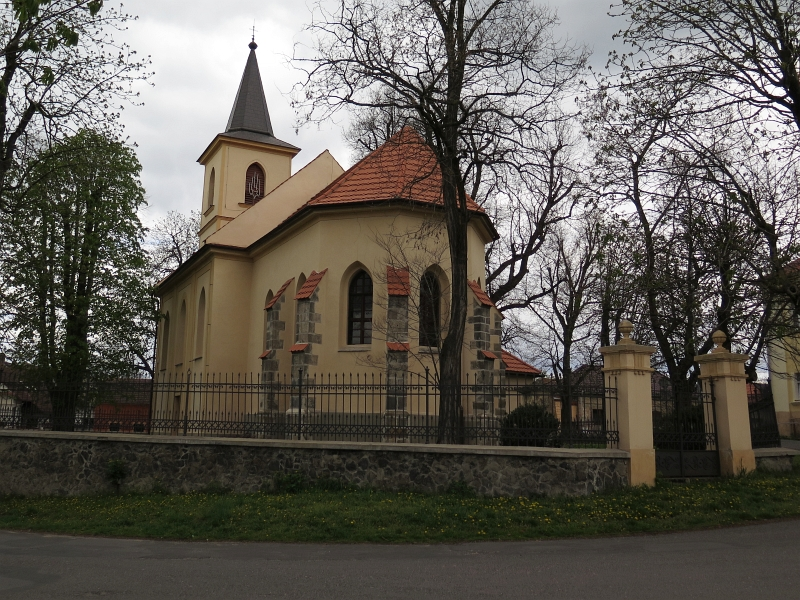
Závěr solanského kostela sv. Martina s gotickým presbytářem

### Exteriér
Kostel je jednolodní, obdélný. Má užší gotický polygonální presbytář s nízkou obdélnou sakristií po severní straně. V jeho západním průčelí se nachází hranolová věž. Boční fasády mají lizénové rámce a pseudogotická hrotitá okna. V jižní fasádě se nachází obdélný portál. Na presbytáři jsou opěráky a hladká hrotitá okna bez kružeb. Sakristie je členěna lizénovými rámci. Na věži jsou pseudogotická okna a jehlancová střecha.

### Interiér
Presbytář má křížovou a paprsčitou žebrovou klenbu s kružbovými a kuželovitými konzolami. Na severí stěně se nachází gotický hrotitý profilovaný výklenkový sanktuář a obdélný vstup do sakristie. V jižní stěně je malý pravoúhlý výklenek. Triumfální oblouk je gotický, hrotitý a má zkosenou hranu do lodi. Loď kostela má plochý strop. Kruchta je dřevěná na dvou sloupech. Předsíň v podvěží má v klenbě placku.

### Vybavení
Hlavní oltář je barokní. Je na něm obraz sv. Martina od Bohuslava Roubalíka z roku 1876. Původní barokní obraz se nachází na zadní stěně oltáře. Obraz je nesený barokními anděly. Na obrazem se nachází socha Boha Otce. Na bočních brankách oltáře jsou sochy sv. Vavřince a sv. Floriána. Barokní oltář Panny Marie pochází z 1. poloviny 18. století. Má reliéf Panny Marie byzantinizujícího typu. V kostele je rokoková kazatelna z období po polovině 18. století a obraz Narození Páně od V. Jansy.

## Okolí kostela
U kostela se nachází hřbitovní brána se dvěma hranolovými pilíři se zdobenými triglyfy. Pilíře mají na vrcholku vázy. Za ohradní zdí roste památná lípa srdčitá o výšce 28 m (měření z roku 2010).